# Seznam italijanskih teologov
Seznam italijanskih teologov.

## A
- Giacomo Aconcio
- Angelo Amato
- Tomaž Akvinski

## B
- Corrado Balducci
- Robert(o) Bellarmine(-o)
- Emilio Betti
- Francesco Bianchini
- Boetij
- Bonaventura
- Roberto Busa

## C
- Antonio Ciccarelli (teolog)
- Carlo Maria Curci

## F
- Bruno Forte
- Francesco Patrizzi
- Frančišek Asiški

## G
- Remigio dei Girolami
- Luigi Giussani
- Romano Guardini

## J
- Janez XXIII
- Joahim iz Fiore

## L
- Gianni La Bella
- Alfonso Maria de Liguori
- Martin M. Lintner
- Just Locatelli
- Peter Lombard (Pietro Lombardo)
- Chiara Lubich ?

## M
- Raffaelo Maffei
- Angelo Majo (1926-2003) ?
- Padre Mariano (prvi televizijski misijonar) (1906-72)
- Carlo Maria Martini
- Sylvester Mazzolini
- Giovanni Miegge (protestantski)
- Dalmazio Mongillo
- Giovanni Battista Montini

## O
- Bernardino Ochino

## Q
- Sergio Quinzio

## R
- Paolo Ricca (protestantski)
- Antonio Rosmini

## S
- Giorlamo Savonarola
- Angelo Scola
- Fausto Paolo Sozzini
- Piero Stefani

## T
- Ferdinando Tartaglia
- David Maria Turoldo
- Francis Turretin

## V
- Pier Paolo Vergerio
- Pietro Martire Vermigli
- Jakob Cajetan de Vio

## Z
- Francesco Antonio Zaccaria
- Jerome Zanchius
- Tommaso Maria Zigliara